# Virtuele temperatuur
De virtuele temperatuur {\displaystyle T_{v}} is de temperatuur die volledig droge lucht moet hebben om dezelfde dichtheid te hebben als vochtige lucht bij die druk. Deze wordt vooral gebruikt ter vereenvoudiging van formules waarin luchtvochtigheid een rol speelt. De hoeveelheid vocht in de lucht heeft namelijk invloed op de dichtheid. De dichtheid van droge lucht is groter dan die van waterdamp, maar kleiner dan vloeibaar water. De virtuele temperatuur van onverzadigde vochtige lucht is altijd groter dan de werkelijke luchttemperatuur, terwijl de aanwezigheid van waterdruppeltjes deze juist verlaagt.
Voor de virtuele temperatuur geldt:
{\displaystyle T_{v}=T{\frac {1+{\frac {r_{v}}{\varepsilon }}}{1+r_{v}}}}
waarbij {\displaystyle T} de temperatuur in K is, {\displaystyle r_{\mathrm {v} }} de mengverhouding vochtige/droge lucht en {\displaystyle \varepsilon } de verhouding tussen de molecuulmassa van waterdamp en droge lucht (0,62198).